# Dokumentationsstelle Politischer Islam
Die Dokumentationsstelle Politischer Islam – voller Name: Österreichischer Fonds zur Dokumentation von religiös motiviertem politischen Extremismus (Dokumentationsstelle Politischer Islam) – wurde 2020 von der österreichischen Bundesregierung Kurz II eingesetzt und soll „den Politischen Islam wissenschaftlich dokumentieren und erforschen“. Sie ist ein unabhängiger Fonds im Sinne des österreichischen Stiftungs- und Fondsgesetzes 2015.

## Gründung
Im Regierungsprogramm der Bundesregierung Kurz I aus dem Jahr 2019 war der „Kampf gegen den politischen Islam“ eines von vier Zielen im Bereich Integration, wobei damals bereits geplant war eine entsprechende Dokumentationsstelle einzurichten. Umgesetzt wurde die Stelle von ÖVP und Grünen im Juli 2020, im Regierungsprogramm wurde die Einrichtung als „Forschungs- und Dokumentationsstelle für Antisemitismus, für den religiös motivierten politischen Extremismus (politischer Islam) und für den Rassismus im 21. Jahrhundert“ betitelt.
Ziel war laut dem Regierungsprogramm von 2020, in dem der Politische Islam im Sinne des politischen Extremismus als „Ideologien, die den Grundsätzen unserer Verfassung entgegenstehen“ definiert wird, die Schaffung

„einer unabhängigen staatlich legitimierten Dokumentationsstelle für den religiös motivierten politischen Extremismus (politischer Islam) zur wissenschaftlichen Erforschung, Dokumentation und Aufbereitung von Informationen über den religiös motivierten politischen Extremismus (politischer Islam) sowie besseren Koordination der Präventions- und Aufklärungsarbeit (nach Vorbild des DÖW)“

Nach Angabe der APA wurde der Auftrag der Dokumentationsstelle jedoch gegenüber dem Regierungsprogramm eingeschränkt. Dokumentiert und beforscht werden solle nun ausschließlich der „politische Islam“, seine Strukturen und entsprechende Parallelgesellschaften.
Die Aufgaben der Dokumentationsstelle laut Frauen- und Integrationsministerin Susanne Raab (ÖVP):
»Wir wollen mit der Dokumentationsstelle Politischer Islam Netzwerke und Strukturen durchleuchten, die Nährboden sind für Extremismus, die Nährboden sind für diese extremistische Ideologie des politischen Islam. Beispielsweise Vereinsstrukturen oder auch soziale Medien oder auch im Bildungsbereich, im Bereich Kindergärten oder Schulen, wo wir in Österreich auch da und dort einen Einfluss aus dem Ausland – aus der Türkei, aus Saudi-Arabien, aus anderen Ländern – feststellen müssen.«
Vorbild für die Dokumentationsstelle als Bundesfonds war der Österreichische Integrationsfonds. Die Startfinanzierung betrug 500.000 Euro aus dem Budget des Integrationsministeriums.

## Rezensionen zu Publikationen

### Projekte zu verschiedenen Organisationen und Verbänden
In ihren Publikationen beschäftigte sich die Dokumentationsstelle mit Oberthemen wie Politischer Islam und Salafismus. Aufbauend auf vorhergehenden Veröffentlichungen von Thomas Schmidinger und Dunja Larise zieht eine Veröffentlichung von Lorenzo G. Vidino den Schluss, dass Mitglieder der Muslimbruderschaft versuchten, sich an Schlüsselpositionen des muslimischen Teils der österreichischen Gesellschaft zu positionieren, um so einen möglichst großen Einfluss auf diesen sowie auf den Rest der Gesellschaft zur Durchsetzung ihrer Ziele zu erlangen. Die Rolle und die Ziele der islamistischen Organisationen wurden auch über Österreich hinaus untersucht.
Darüber hinaus wurden türkisch geprägte bzw. aus der Türkei stammende Organisationen behandelt, wie der Moscheeverband ATIB, die Millî-Görüş-Bewegung, die Grauen Wölfen und die Gülen-Bewegung. In diesen Papieren werden neben der Herkunft und dem ideologischen Verständnis auch die Strukturen und Netzwerke bzw. etwaige Verbindungen der Dachverbände ins Ausland analysiert. Eine ausführlichere Studie beschäftigt sich mit der Islamischen Gemeinschaft Millî Görüş, die ihren Sitz in Köln hat und laut der Publikation in kleinen Schritten separate Sphären schaffen, die Gesellschaft langfristig transformieren und eine „rein islamische“ Lebensweise ermöglichen will. Unter anderem berichtete die deutsche Tageszeitung Die Welt ausführlicher über die Studie, worin es heißt, dass die IGMG die „Gesellschaft für islamistische Normvorstellungen empfänglich gemacht werden“ solle. Zentral für die Ideologie der IGMG ist laut Studie weiterhin der Begründer und Führer der Milli-Görüs-Bewegung, der 2011 verstorbene türkische Politiker und frühere Ministerpräsident Necmettin Erbakan. Die Studienautoren beschreiben Erbakans Ideologie als „durchdrungen von antisemitischem Verschwörungsdenken“.
Ebenso wurden Strukturen von Moscheegemeinden untersucht. Unter anderem wurde in einer Studie die Rolle der Liga Kultur beleuchtet, die in Wien und Graz Vereinslokale betreibt, welche eine „ideologische, strukturelle und persönliche Nähe zur Muslimbruderschaft“ habe. Hinweise darauf wurden im Internetauftritt sowie in öffentlich abrufbaren Social-Media-Postings von Verbandsfunktionären dokumentiert, untersucht wurde der Zeitraum von 2005 bis 2017. Wie Fotos beweisen, hatte ein ehemaliger Imam Kontakt zur Hamas. Darüber hinaus zitieren Vereinsfunktionäre der Liga Kultur auf Facebook wiederholt Hasan al-Banna, den Gründer der Muslimbruderschaft. Dabei werde unter anderem das Märtyrertum und die Bereitschaft, für die Religion zu sterben, betont.
2022 wurde der erste Jahresbericht präsentiert, darunter befand sich das Auffinden extremistischer Literatur in Buchhandlungen und bei Messen oder die Identifikation bedenklicher Predigten in einer Wiener Moschee. Unter anderem wurden Bücher in türkischer Sprache mit klar antisemitischen Aussagen gefunden – einerseits von einschlägigen islamistischen Autoren wie Yusuf al-Qaradawi, andererseits aber auch Übersetzungen von antisemitischen Reden und Schriften von Joseph Goebbels. Die Dokumentationsstelle fand unter anderem auch das Buch Mein Kampf von Adolf Hitler auf Türkisch bei einer Buchmesse in Vorarlberg. Die Verbreitung des Werks ist in Österreich nach dem Verbotsgesetz untersagt.

### Anastasia-Bewegung: Siedlungsprojekt im Burgenland
Im Rahmen einer Analyse zum Antisemitismus wurde über islamistische Gruppierungen hinaus, die aus Russland kommende neureligiöse Anastasia-Bewegung untersucht. Die Gruppierung beruft sich auf die Romane des russischen Unternehmers und Schriftstellers Wladimir Megre, wobei im Mittelpunkt die fiktive Protagonistin Anastasia steht. Mit steigender Popularität der Bewegung geriet die umstrittene Gruppierung in den vergangenen Jahren ins Visier der Bundesstelle für Sektenfragen, der Extremismusstelle Steiermark und des früheren Bundesamts für Verfassungsschutz und Terrorismusbekämpfung (BVT). Wie religion.ORF.at vom Innenministerium mitgeteilt wurde, wird die Bewegung „nach wie vor von den Staatsschutzbehörden beobachtet“. Die Anastasia-Bewegung wird von der Dokumentationsstelle als antisemitisch eingestuft, da in Passagen der Anastasia-Romane „Jüdinnen/Juden verpönte Eigenschaften und die Schuld für ihre Verfolgung zugeschrieben“ werde. Immer wieder sei vom „Kampf zwischen Gut und Böse“ die Rede, so die Dokumentationsstelle. Die westliche Demokratie werde abgelehnt und als „Dämonkratie“ verunglimpft. Im Fokus der Öffentlichkeit stand nach dem Bericht insbesondere ein geplantes Siedlungsprojekt, welches sich nach Eigenangaben über 53 Hektar erstreckt, der sektenähnlichen Gruppierung im Südburgenland. Der Gründer des Projektes verbreitete, laut dem Bericht der Dokumentationsstelle, die imaginierte, antisemitische Behauptung, dass die Familie Rockefeller die Welt „aus dem Schatten heraus“ regiere und den menschlichen „Verstand kontrollieren“ wolle. Von religion.ORF.at nach einer Stellungnahme zu den Vorwürfen der Dokumentationsstelle gebeten, antwortete der Betroffene, dass er die Inhalte des geteilten Videos in seiner persönlichen Wahrnehmung „als wahr“ empfinde, wobei er weder „judenfeindlich“ noch politisch „rechts“ sei. Kommuniziert wird in der Anastasia-Bewegung laut Dokumentationsstelle über soziale Netzwerke und Messengerdienste wie Telegram, die zur Ausbreitung von „Anastasias“ Ideen genutzt werden. Insbesondere in der COVID-19-Pandemie hätten diese Ideen einen Aufschwung erlebt.

### Einflüsse der Islamischen Republik Iran in Österreich
Die Proteste im Iran seit September 2022 haben den Fokus der Öffentlichkeit verstärkt auf die Teheraner Führung und deren Politik gelenkt. Die Dokumentationsstelle hat einen Grundlagenbericht zum Islamismus in der Zwölferschia veröffentlicht, der die Herrschaftsideologie der Islamischen Republik Iran beschreibt. Die schiitisch-islamistische Theokratie mit der „Herrschaft des Rechtsgelehrten“ ist seit dem Revolutionsjahr 1979 dort staatlich institutionalisiert. Eine Folgeerscheinung des Systems der Islamischen Republik Iran ist eine unscharfe Trennung von staatlichen und halbstaatlichen Institutionen sowie dem transregionalen religiösen Netzwerk. In diesem Zusammenhang wurde auch auf die politische Einflussnahme auf religiöse Einrichtungen in Europa verwiesen, darunter auch in Wien. Das sogenannte Imam-Ali-Zentrum in Wien-Floridsdorf (IAZ) sorgt seit den Protesten für Kontroversen. Die Dokumentationsstelle und Grünen sehen das IAZ als Außenstelle der Islamischen Republik an, über die Einfluss auf Exil-Iraner in Österreich gewonnen werden solle. Eine Anfrage der NEOS brachte im Mai 2023 neue Details, wobei es bereits österreichweite Verfahren gab, die eingestellt wurden. Es ging um den Vorwurf der mutmaßlichen Verhetzung, wobei jedoch von einer strafbaren Handlung abgesehen wurde, „nachdem die Veröffentlichung des mehr als 30 Jahre alten Schriftstücks, das Ruhollah Chomeini zugerechnet wird, weder in gutheißender oder rechtfertigender Weise noch mit kritischer Intention erfolgte“. Für den Fall, dass sich die Finanzierung aus Teheran belegen lässt, fordern die Grünen eine sofortige Schließung des IAZ. Eine vergleichbare Einrichtung in Deutschland ist das Islamische Zentrum Hamburg, welches seit Jahren vom deutschen Verfassungsschutz beobachtet wird. Das Kultusamt vom Integrationsministerium sieht ihr Ressort für das Imam-Ali-Zentrum jedenfalls nicht zuständig. Da sei Wien an der Reihe, heißt es auf Mediennachfrage. Das Büro des roten Bezirksvorstehers in Floridsdorf war über das Interesse an dem Zentrum vor allem überrascht.
Ein Bericht der Dokumentationsstelle beschäftigt sich auch mit Schriftsteller Salman Rushdie sowie die ambivalente Haltung der Regierung in Teheran.

### IVÖ-Studie: Hamas-Verherrlichung in Wien
Die Dokumentationsstelle hat im Dezember 2022 in einer Studie die Inhalte von Predigten, Social Media Posts und Büchern einer Moschee des Vereins Islamische Vereinigung in Österreich (IVÖ) analysiert. In Predigten dieser Mosche wird die, in Europa als Terrororganisation eingestufte, Hamas ein „Vorbild“ für Glaubensstärke und Märtyrertum angesehen. In diesem Zusammenhang werden antisemitische und israelfeindliche Inhalte verbreitet. Immer wieder sei in Predigten von der Tugend der Mannhaftigkeit die Rede. Kultusministerin Susanne Raab kündigte als Reaktion auf den Bericht die Einleitung eines Ermittlungsverfahrens an und nahm auch die Islamische Glaubensgemeinschaft in Österreich (IGGÖ) in die Pflicht. Die Staatsanwaltschaft nahm ebenfalls Ermittlungen auf.
Laut dem IVÖ-Bericht könne der Imam mit der „Sofasitzer-Fraktion“ unter den Muslimen nichts anfangen, die angesichts aktueller Krisen nicht an ihrer Religion arbeiten würden. Im Bezug auf den Nahostkonflikt sehe der Imam etwa eine „kampfesmutige Generation“ in Gaza auf der einen Seite, vermutlich eine Anspielung auf die Hamas-Terroristen („Dass er Gott, Anm. in ihnen die Liebe zum Jihad und zum Märtyrertod für Gottes Sache entfache!“), und „verfluchte Zionisten“ auf der anderen, die Gott „überall“ zerstören möge. In den Büchern der moscheeeigenen Bibliothek werde etwa Antisemitismus propagiert, der Trennung von Staat und Religion abgeschworen und „die sexuelle Verweigerung der Frau gegenüber dem Mann lediglich bei Vorliegen einer medizinischen Indikation oder aus religiösen Gründen erlaubt. Andernfalls könne sexueller Verkehr durch den Mann auch durch 'leichtes Schlagen' durchgesetzt werden.“ Die IGGÖ kündigte an „adäquate Maßnahmen“ zu setzen, sollten sich die Vorwürfe erhärten. In Reaktion auf die Veröffentlichung zur IVÖ betonte die Grüne Menschenrechtssprecherin Ewa Ernst-Dziedzic: „Wir dürfen und werden es nicht zulassen, wenn radikale Prediger im Sinne eines politischen Islam unsere Jugend mit homophobem, frauenfeindlichem, kindeswohlgefährdendem und antisemitischem Gedankengut vergiften.“
Nach dem Terrorangriff der Hamas auf Israel 2023 geriet die Studie erneut in den Fokus, wobei es ein Jahr nach der Veröffentlichung noch keine Konsequenzen für den Imam gab, der auch im Oktober 2023 immer noch in Wien predigt. Aus dem zuständigen Ministerium hieß es dazu: „Nach Bekanntwerden der Vorwürfe im Zusammenhang mit Hamas-freundlichen Predigten in einer Wiener Moschee wurden Verantwortliche durch das Kultusamt befragt und die IGGÖ umgehend von der Sachlage in Kenntnis gesetzt. Der IGGÖ sind die Vorwürfe folglich seit September 2022 bekannt. Bis dato sind dem Ministerium keine Konsequenzen seitens der Verantwortlichen bekannt.“ Die IGGÖ nahm auf Anfrage der Salzburger Nachrichten ausführlich zu den Vorwürfen Stellung. Dabei wird vorausgeschickt, dass die IGGÖ „der Arbeit der Dokumentationsstelle für den sogenannten Politischen Islam (DPI) ablehnend gegenübersteht“. Die IGGÖ verweist hierzu auf rechtliche Schranken. In diesem Fall ist nämlich die eigene Kultusgemeinde verantwortlich. Nur bei einer rechtskräftigen strafrechtlichen Verantwortung wäre eine Abberufung durch die IGGÖ möglich oder wenn der Imam gegen die Lehre der IGGÖ verstößt. Hier hat die IGGÖ keine Zuständigkeit, da das gesichtete Material aus der Zeit vor der Zurechenbarkeit der Moschee zur IGGÖ stammt. Der Imam wies in einer Stellungnahme gegenüber der IGGÖ die Vorwürfe zurück und erklärte die Hamas in keiner Predigt tatsächlich erwähnt zu haben. Außerdem hat das Kultusamt die Sache noch nicht abschließend beurteilt, was die IGGÖ als „unbefriedigend“ bezeichnet.
Die DPI hält dem entgegen, dass insgesamt 31 Videos von 28 Predigten dieses Imams im Umfang von insgesamt mehr als elf Stunden bei YouTube frei zugänglich gewesen waren und dies erst nach der Kritik der DPI geändert worden sei. „Von führenden IVÖ-Akteuren wird gewaltverherrlichendes Gedankengut legitimiert und antisemitische Denkstrukturen.“ Weiters seien „abgesehen von den Predigten auch entsprechende Social-Media-Aktivitäten ohne erkennbaren inhaltlichen Wandel verbreitet worden“, so die Dokumentationsstelle. Auch Kultusministerin Susanne Raab (ÖVP) hatte ihre Kritik erneuert, die IGGÖ müsse ihrer Verantwortung nachkommen.

### Influencer und Anschlagspläne bei der Regenbogenparade
Im März 2023 veröffentlichte die Dokumentationsstelle einen Bericht zu islamistischen Influencer-Gruppierungen, von denen viele Formaten der islamistischen Hizb ut-Tahrir (etwa Generation Islam, Realität Islam und Muslim Interaktiv) nahestehen. In sozialen Medien wie YouTube und TikTok folgt ihnen vor allem ein junges Zielpublikum, vereinzelt wurden Beiträge mehr als eine Million Mal aufgerufen. Neben dem deutschen Verfassungsschutz beobachtet die österreichische Direktion für Staatsschutz und Nachrichtendienst (DSN) die Szene.
Die Publikation erhielt auch nach Bekanntwerden von Anschlagsplänen auf die Regenbogenparade in Wien verstärkte Aufmerksamkeit. Die verdächtigen Jugendlichen sollen sich online radikalisiert haben. In der öffentlichen Debatte griffen Medien wie Falter, Profil oder Presse in ihrer Analyse auf den DPI-Bericht zurück, in welchem die virtuelle Gegenöffentlichkeit und auch die LGBTQ-Feindlichkeit von islamistischen Influencern thematisiert wird. Oft kokettieren die islamistischen Influencer mit Verschwörungserzählungen, Menschen- und Freiheitsrechte würden als „verlogenen eurozentristischen Kulturimperialismus des Westens“ bezeichnet, heißt es in dem Bericht der DPI. Insbesondere die Ereignisse nach dem Terrorangriff der Hamas auf Israel am 7. Oktober 2023 haben zu vermehrten Aktivitäten islamistischer Gruppen im Online-Bereich geführt, diese würden laut der Dokumentationsstelle über den Konflikt ihre islamistischen Agenden vorantreiben. Es kommt dabei zu einer Instrumentalisierung von Diskriminierung und auch zur Verbreitung von antisemitischen und religiös-extremistischen Botschaften.

### Türkischer Wahlkampf 2023 in Österreich
Ein Schwerpunktprojekt lag bei den Türkei-Wahlen 2023 in Österreich, wobei davor und danach die Berichte der Dokumentationsstelle vermehrt medial ein Thema waren. In den Publikationen wurde der AKP-Ableger Union Internationaler Demokraten sowie die europäischen Vorfeldorganisationen der Saadet Partisi untersucht, die eine gesellschaftliche Ordnung nach islamischen Regeln in der Türkei anstreben. Höhepunkt der Wahlevents in Österreich war ein Besuch des türkischen Außenministers Mevlüt Cavusoglu im April 2023 bei einem von der UID in Wien organisierten Event mit rund 1.000 türkeistämmigen Gästen, zu denen der türkische Präsident Recep Tayyip Erdogan telefonisch zugeschaltet sprach. Erdogan-Kritiker werden von der Anhängerschaft der AKP-Lobbyorganisation immer wieder als „demokratiefeindlich“ oder gar „terroristisch“ denunziert.

### Dar al Janub und Hamas-Verbindungen
Ein Bericht der Dokumentationsstelle deckte im Dezember 2023 Verbindungen des Vereins „Dar al Janub“ zur islamistischen Terrororganisation Hamas auf. Unter anderem wurde deren extremistische Propaganda geteilt, 2021 traf der Sprecher von Dar al Janub den Hamas-Führer Ismail Haniyya. Nur zwei Tage nach dem Terrorangriff der Hamas am 7. Oktober 2023 – wo es zu Massakern, Entführungen und Vergewaltigungen an der israelischen Zivilbevölkerung gekommen war – bezeichnete der Verein die Ereignisse als Einleitung für einen Befreiungsprozess durch Widerstandskräfte. Überschneidungen zeigen sich mit der als antisemitisch eingestuften BDS-Bewegung, außerdem wurde die Beteiligung an antiisraelischen Protesten dokumentiert. Im Rahmen von postkolonialen Debatten werden zudem antisemitischen Ressentiments verbreitet und die Meinungsfreiheit missbraucht, um andere Menschen abzuwerten. Im Bericht heißt es, dass ein dichotomes Weltbild vertreten werde, das alles Gute dem „globalen Süden“ und alles Negative dem „Westen“ zuschreibe. In der Vergangenheit kam es auch zu Bündnissen mit linken Gruppierungen, darunter die Kommunistische Jugend Österreichs. Nach der Veröffentlichung reagierten auch die politischen Parteien auf den Bericht. SPÖ und NEOS, die Parteien der Wiener Stadtregierung, sahen den Verfassungsschutz am Zug und forderten eine Überprüfung, um etwaige mietrechtliche Konsequenzen einleiten zu können. Die ÖVP kritisierte Versäumnisse der Stadt Wien und brachte eine Sachverhaltsdarstellung ein. Die FPÖ warf dem Innenministerium Untätigkeit vor und kritisierte vor allem auch die Wiener SPÖ.

## Leitung und Mitarbeiter
Als Direktorin der Dokumentationsstelle fungiert die ehemalige Leiterin des Teams Wissensmanagement und Internationales des Integrationsfonds, Lisa Fellhofer. Die Funktion des stellvertretenden Direktors hat der Islamwissenschaftler und Orientalist Ferdinand Haberl inne. Insgesamt verfügt die Dokumentationsstelle über 12 Vollzeitmitarbeiter (Stand Juni 2024). Zu ihnen zählen Imet Mehmedi und Amrei Martschinke.

## Arbeitsdefinition „Politischer Islam“
In einem ersten Grundlagenpapier im Dezember 2020 veröffentlichte die Dokumentationsstelle folgende Arbeitsdefinition: „Demnach ist der Politische Islam eine Gesellschafts- und Herrschaftsideologie, die die Umgestaltung bzw. Beeinflussung von Gesellschaft, Kultur, Staat oder Politik anhand von solchen Werten und Normen anstrebt, die von deren Verfechtern als islamisch angesehen werden, die aber im Widerspruch zu den Grundsätzen des demokratischen Rechtsstaates und den Menschenrechten stehen.“ Gleichzeitig warnt sie vor einer „instrumentellen Nutzung des Vorwurfs der Islamophobie“.

## Aufgaben und Schwerpunkte der Arbeit
Auf ihrer Homepage beschreibt die Dokumentationsstelle ihre Aufgaben in einer Selbstdarstellung wie folgt:
„Die Aufgabe der Stelle ist die wissenschaftliche Erforschung des Phänomens des Politischen Islams, assoziierter Netzwerke und Strukturen. Die Stelle beobachtet Ursachen und Trends, um den Pluralismus, das Demokratiebewusstsein und die Religionsfreiheit in allen Teilen der österreichischen Bevölkerung anhand von Forschungsergebnissen zu stärken und zu fördern. In dieser Funktion ist die Stelle präventiv tätig und soll somit die Bewusstseinsschärfung für verschiedene Mechanismen und Methoden des Politischen Islam und dessen Gefahren für den Rechtsstaat, dessen Institutionen, die Grundrechte und die Demokratie vertiefen. Dementsprechend forscht, berät und informiert die Dokumentationsstelle zum Phänomen des Politischen Islam.“
Im Sinne des Auftrags des Fonds werden Forschungsergebnisse der Öffentlichkeit, Entscheidungsträgern, der Wissenschaft und den Medien frei zugänglich gemacht. Es werden regelmäßig Publikationen zu den ideologischen Grundlagen und zentralen Akteuren zum Schwerpunktthema Politischer Islam im In- und Ausland veröffentlicht. In der Videoreihe Expert Talk kommen zudem Experten zu Wort, die ihre Forschungsergebnisse präsentieren und aktuelle Themenschwerpunkte behandeln. Die wissenschaftlichen Publikationen der Dokumentationsstelle sind auf der Homepage kostenlos abrufbar.

## Wissenschaftlicher Beirat
Der wissenschaftliche Beirat wird von dem Religionspädagogen Mouhanad Khorchide (Universität Münster) geleitet. Weitere Mitglieder des Beirates:
- Susanne Schröter (Ethnologin, Frankfurter Forschungszentrum Globaler Islam)
- Lorenzo Vidino (Extremismusforscher, George Washington University / USA)
- Mathias Rohe (Rechts- und Islamwissenschaftler, Universität Nürnberg / Deutschland)
- Handan Aksünger-Kizil (Religionswissenschafterin, Wien)
- Heiko Heinisch (Historiker und Autor)
- Herbert Kalb (Rechtswissenschaftler, Linz)
- Kenan Güngör (Soziologe und Politikberater)
- Elham Manea (Politikwissenschafterin, Schweiz)
- Katharina Pabel (Juristin, Wien)[60]

## Kontroverse um Islam-Landkarte
Am 27. Mai 2021 präsentierte die Dokumentationsstelle mit der Integrationsministerin Susanne Raab eine Neuauflage einer „Islam-Landkarte“ von Ednan Aslan, Professor an der Universität Wien. Laut Aslan wolle man damit die Islam-Debatte versachlichen und die Bevölkerung informieren. Weiters finanzierte die Dokumentationsstelle ab 2021 zwei Mitarbeiter an der Universität Wien. Sie erfasst über 600 Vereine. Weiters finanzierte die Dokumentationsstelle ab 2021 zwei Mitarbeiter an der Universität Wien. Eine erste Version der Karte erstellte Aslan 2012 und steckte schon damals viel Kritik ein.
In der 2021 präsentierten Version wurde das Afro-Asiatische Institut als „Hort des Islamismus“ dargestellt. Später wurde diese Information ohne einen Verweis auf die Richtigstellung entfernt. Bei einer bosnischen Moschee in Salzburg wurde ein Foto von Erdogan bei einer Eröffnung einer Moschee in Bosnien gezeigt und im Begleittext vor dem türkischen Einfluss in Bosnien gewarnt, wobei es keine Verbindung zu dieser Moschee in Salzburg gab. Zudem befinden sich auf der Karte Vereine, die seit Jahren nicht mehr existieren oder ein arabischer Kulturverein, in dem arabische Christen Mitglieder sind.
Die Integrationssprecherin der Grünen Faika El-Nagashi kritisierte die Karte: „Muslimische Einrichtungen werden vorweg mit islamistischen vermischt, medial wird von hunderten Organisationen auf einer staatlichen ,Watchlist‘ gesprochen. Die Stigmatisierung der muslimischen Communities durch diese Liste ist massiv und aus unserer Sicht nicht dazu geeignet, zu einem besseren Zusammenleben beizutragen.“
Die Datenschutz-NGO Noyb kritisierte erhebliche technische und datenschutzrechtliche Mängel, die „Islam-Landkarte“ verstoße u. a. gegen die gesetzlich festgelegte Informationspflicht. Bereits beim Aufruf der Webseite würden Daten in die USA an Amazon und facebook übertragen. Auf der Karte wurden auch zahlreiche Privatadressen angeführt, darunter die Wohnadresse der Schwester des Wiener Stadtentwicklungssprechers Omar Al-Rawi (SPÖ), die keine Funktion bekleidet.
Der Präsident der Islamischen Glaubensgemeinschaft Ümit Vural bezeichnete die Karte als „massives Sicherheitsrisiko“ für Muslime. Die Jüdischen österreichischen Hochschüler:innen kritisierten die Karte scharf: Muslime müssten sich „beobachtet und unter Generalverdacht gestellt fühlen und sich gleichzeitig fürchten, weil Standorte muslimischer Einrichtungen für die Öffentlichkeit exposed werden … Das ist Diskriminierung per Handbuch.“
Kardinal Christoph Schönborn von der Katholischen Kirche in Österreich sorgte sich um den Religionsfrieden, weil eine Religion „herausgepickt“ werde und schlug stattdessen einen allgemeinen Religionsatlas vor. Der evangelisch-lutherische Bischof Michael Chalupka forderte, die Karte „schnell wieder vom Netz“ zu nehmen. Die Muslimische Jugend Österreich erklärte: „Die Veröffentlichung sämtlicher Namen, Funktionen und Adressen von muslimischen und als muslimisch gelesenen Einrichtungen stellt eine nie dagewesene Grenzüberschreitung dar“, und kündigte juristische Schritte an.
Heinz Engl, der Rektor der Universität Wien, distanzierte sich von der Karte, „insbesondere vom ‚Impressum‘, in dem zur Meldung von ‚Informationen zu einzelnen Vereinen oder Moscheen‘ aufgefordert wird“, und untersagte die Verwendung des Logos der Universität.
Der Europarats-Beauftragter gegen religiöse Intoleranz und Hassverbrechen, Daniel Höltgen bezeichnet die Islam-Landkarte als „muslimfeindlich und potenziell kontraproduktiv“ und empfahl deren Zurückziehung.
Im Jugendkultursender FM4 des ORF wurde die „vermeintlich neutrale Darstellung als Landkarte“ als „perfide“ und „schlampiges Forschungsprojekt“ charakterisiert, da diese ein Bild von Österreich schaffe, das von Moscheen, islamischen Vereinen und ausländischem Einfluss durchdrungen sei.
Die Antidiskriminierungsstelle Steiermark veröffentlichte am 31. August 2021 eine umfangreiche Stellungnahme, in der sie die Verknüpfung sensibler Daten wie Nationalität, Ethnizität, Kultur und Religion kritisiert, vor der Stigmatisierung von Minderheiten durch einen Generalverdacht und der Gefährdung von Personen und Organisation durch Veröffentlichung von teilweise privaten Adressen und Telefonnummern warnt.
Franz Winter, Professor für Religionswissenschaft an der Katholisch-Theologischen Fakultät der Universität Graz warnt vor der „massiven Verkürzung“, weil „die genaue Definition des Zuständigkeitsbereichs vermutlich ausbleiben wird. Übrig bleibt ein diffuses Gefahrenbild, das alle Muslime in Geiselhaft nimmt“. Einzelne Probleme, die „eine gut ausgestattete Dokumentationsstelle in der Tat sinnvoll auseinandersetzen könnte“ sollten aber „kein Anlass sein, 'die Muslime' an sich pauschal zu verunglimpfen.“
Eine Folge der Diskussion war, dass Unbekannte, vermutlich aus der rechtsextremen Szene, vor Moscheen und anderen islamischen Einrichtungen selbst gebaute Warnschilder aus Pappkarton mit Verweis auf die Homepage der Islamlandkarte aufstellten.
Gerichtliche Entscheidungen
Die Datenschutzbehörde hat am 9. Februar 2022 eine Beschwerde der Muslimische Jugend Österreich abgewiesen. Die Veröffentlichung von Standorten und Informationen über islamische Vereine und Moscheen auf der „Islam-Landkarte“ der Dokumentationsstelle hat nicht das Recht auf Geheimhaltung oder das Recht auf Information der Muslimischen Jugend Österreichs verletzt. Wissenschafts- und Meinungsfreiheit würden in diesem Fall schwerer als die Geheimhaltung personenbezogener Daten wiegen. Die Dokumentationsstelle Politischer Islam betonte, jegliche datenschutzrechtlichen Anliegen stets wahrgenommen zu haben. Das Rektorat der Uni sah sich laut APA-Anfrage bestätigt, datenschutzkonform gehandelt zu haben.
2024 hat das Bundesverwaltungsgericht (BVwG) diese Entscheidung der Datenschutzbehörde aufgehoben und der Muslimischen Jugend Österreich sowie weiterer Beschwerdeführer teilweise Recht gegeben. Die Veröffentlichung der genauen Adressen, Hausnummern und Daten aus dem Zentralen Melderegister verstoßen gegen das Recht auf Privatsphäre. Sowohl die Datenschutzbehörde als auch die Universität Wien haben gegen diese Entscheidung Beschwerde eingelegt.
Im Dezember 2024 lehnte der Verfassungsgerichtshof die Beschwerde ab, da diese keinen hinreichende Aussicht auf Erfolg hat und bestätigte die Entscheidung des Bundesverwaltungsgericht, wonach die von der Dokumentationsstelle finanzierte Islam-Landkarte teilweise nicht rechtens war. Gleichzeitig trat der Verfassungsgerichtshof die Beschwerde an den Verwaltungsgerichtshof ab.

## Wahrnehmung in Deutschland
Deutschlandfunk berichtete 2021 über den möglichen Modellcharakter für Deutschland. Der Leiter des Zentrums für Islamische Theologie (ZIT) an der Westfälischen Wilhelms-Universität Münster Mouhanad Khorchide, erklärt damals, um dem Politischen Islam den Boden zu entziehen, sei es einerseits wichtig, ihn zu enttarnen. Aber auch, den Muslimen in Deutschland nicht nur formal auf dem Arbeitsmarkt eine Perspektive zu bieten, sondern sie voll in die Gesellschaft zu integrieren. Er plädiert dafür, dass auch die deutsche Bundesregierung eine ähnliche Forschungsstelle einrichtet. Der Zentralrat der Muslime in Deutschland steht einer derartigen jedoch kritisch gegenüber und lehnt die Bezeichnung der Stelle ab. Der Generalsekretär des Zentralrates, Abdessamad El Yazidi, befürchtet, dass sich der Politische Islam dagegen nicht so einfach abgrenzen von anderen islamischen Gruppierungen: „Ich halte von einer Dokumentationsstelle unter dem Namen des politischen Islams gar nichts. Dieser Begriff stigmatisiert Muslime in Gänze und er schürt Ressentiments, Generalverdacht gegenüber einer Glaubensgemeinschaft.“
Der Soziologe Marc Helbling von der Universität Münster bezeichnete die Landkarte aufgrund der geringen Information als „wenig nützlich“, Adressen alleine hätte keinen wissenschaftlichen Wert. Er kritisiert, dass alle Strömungen des Islam vermengt und vermischt werden und so schnell eine Generalverdacht entstehen könne.

## Rezensionen und Kritik

### Kritik bei Gründung
Im Rahmen der Gründung im Juli 2020 der Dokumentationsstelle gab es politische Auseinandersetzungen, Debatten und Kritik an der Regierung. Der Politikwissenschaftler Thomas Schmidinger kritisierte damals, dass in der Dokumentationsstelle aus seiner Sichtweise ausschließlich „wohlgesinnte Experten“ und keine „unabhängigen Experten“ eingebunden seien. Der Politikwissenschaftler und Herausgeber des European Islamophobia-Reports Farid Hafez befürchtete im September 2020 mit der Schaffung der Dokumentationsstelle eine „Institutionalisierung der Beobachtung muslimischer Aktivitäten in Österreich“. Er verglich das Vorgehen der Dokumentationsstelle mit dem McCarthyismus in den USA gegen angebliche Kommunisten. Andererseits stellte Hafez bereits 2019 fest, dass die ÖVP – im Gegensatz zu anderen politischen Parteien – den politischen Islam bereits in ihrem Programm 2017 als „eine Kombination aus religiösen Fundamentalismus und politischem Extremismus“ definierte. Der Politik- und Islamwissenschafter Rami Ali bezweifelte die wissenschaftliche Unabhängigkeit der Dokumentationsstelle und befürchtete, sie könnte dafür genutzt werden, unliebsame muslimische Stimmen zum Schweigen zu bringen. Die ÖVP sei spätestens seit der nachweislich frisierten Studie über islamische Kindergärten, die während des Wahlkampfes 2015 präsentiert wurde, völlig unglaubwürdig. Ohne nähere Definition erlaube der Begriff „politischer Islam“ einen Generalverdacht gegen Muslime und ihre Einrichtungen.
Die Wiener Grünen protestierten gegenüber ihren auf Bundesebene an der Regierung beteiligten Parteikollegen, die Beschränkung auf den „politischen Islam“ sei weder vorgesehen noch zielführend, und die Diskriminierung einer Religion dürfe nicht das Ziel einer Dokumentationsstelle sein. Die Beratungsstelle Extremismus des Innenministeriums (finanziert vom Arbeitsministerium) hatte im Vorfeld ebenfalls darauf hingewiesen, dass es „keine einheitliche Arbeitsdefinition und schon gar keine anerkannte wissenschaftliche Definition dafür, was unter ›Politischer Islam‹ zu verstehen ist“ gebe.
Der katholische Theologe Franz Winter (Universität Graz) attestiert, dass der Begriff des „Politischen Islam“ und des de facto synonymen Begriffes des „Islamismus“ in der Wissenschaft regelmäßig verwendet wird, um damit „etwas sehr Weitreichendes und Schwieriges begrifflich zu fassen, das Grundprobleme des aktuellen Verhältnisses von islamischer und „westlicher“ Welt berührt“. Die Hintergründe der Einrichtung einer so genannten Dokumentationsstelle für politischen Islam allerdings „laden tatsächlich dazu ein, diesen Vorgang als populistischen Aktionismus zu verurteilen und als einen Akt der Diskriminierung einer einzelnen Religion, die es in Österreich ja immerhin schon seit mehr als hundert Jahren gibt“. Punktuelle Probleme, die es zweifellos gibt, sollten kein Anlass sein, 'die Muslime' an sich pauschal zu verunglimpfen.
Der Religionssoziologe Paul Zulehner (Universität Wien) forderte statt einer Dokumentationsstelle für den Politischen Islam eine „Selbstbeobachtungsstelle für die Islam-Politik“. Den Begriff „Politischer Islam“ lehnt er ab, da dieser „doppelt diskreditiert“.
Frage der Unabhängigkeit
Im Regierungsprogramm und in zahlreichen Interviews der zuständigen Bundesministerin Susanne Raab (ÖVP) wurde vor der Gründung im Juli 2020 das Dokumentationsarchiv des österreichischen Widerstands (DÖW) als Vorbild für die Dokumentationsstelle genannt. Der damalige wissenschaftliche Leiter des DÖW, Gerhard Baumgartner, sah nach zum damaligen Zeitpunkt „keine wirkliche Ähnlichkeit, sondern einen wesentlichen Unterschied.“ So sei die Dokumentationsstelle vom Bundeskanzleramt gegründet worden. Baumgartner forderte damals eine „in Beton gegossene Unabhängigkeit“, da ansonsten die Stelle zum „Sloganlieferanten“ verkomme. Präventiv wirken könnte aus Baumgartners Sicht ein langfristiger Fördervertrag, das sei „ein Garant“ dafür, dass die Stelle nicht vom politischen Alltag abhängig werde. Wiederum direkt an das Familienministerium angedockt ist die 1998 gegründete Bundesstelle für Sektenfragen, für die die Psychotherapeutin Ulrike Schiesser arbeitet. Gegründet wurde sie als „selbstständige Anstalt des öffentlichen Rechts“ und ist eine „konfessionell unabhängige und weisungsfreie Einrichtung“. Es sei auch so, „dass niemand dreinredet“, sagte Schiesser im Vorfeld der Gründung der Dokumentationsstelle.
Kurz nach der Gründung kritisierte im September 2020 der Chefredakteur des Falter, Florian Klenk, die Auswahl der Mitglieder der Dokumentationsstelle. Zwar ist die Einrichtung einer solchen Stelle dem Grunde nach zu begrüßen, allerdings entschied sich Integrationsministerin Susanne Raab bei der Auswahl der Leitung für die „einfachere, bravere“ Lösung. Lisa Fellhofer aus dem „ÖVP-dominierten“ Integrationsfonds ist in der wissenschaftlichen Community kaum bekannt, nicht habilitiert und hat nie über den Politischen Islam geforscht. Im Gegensatz zum DÖW, der stets von Wissenschaftlern geleitet wird, setzt man hier nicht auf eine einschlägige wissenschaftliche Führung. Diese sitzt im Beirat, der aber nur beratende Funktion hat. Mit Mouhanad Khorchide, Lorenzo Vidino und Susanne Schröter sitzen dort zwar renommierte Leute, aber keine Experten, die zum Politischen Islam publiziert haben wie etwa Thomas Schmidinger, Nico Prucha oder Rüdiger Lohlker. Im September 2024 forderte Klenk dann den Ausbau der Dokumentationsstelle: „Das Strafrecht muss gegen diese Feinde der offenen Gesellschaft in Stellung gebracht, die Dokumentationsstelle Politischer Islam weiter ausgebaut werden, damit auch notorische Verharmloser das bigger picture erkennen.“ Der Rechtsstaat müsse laut dem Falter-Chefredakteur gegen die Islamismus-Gefahr nachrüsten.

### Kritik nach Gründung
Der Rechtswissenschaftler Stefan Schima (Universität Wien) wirft in Bezug auf die Dokumentationsstelle religionsrechtliche Fragen auf. In Anbetracht dessen, dass gesetzlich anerkannte Religionsgemeinschaften vom Beobachtungsbereich der Bundessektenstelle ausgeschlossen sind, ergeben sich mit Blick auf die Religionsgemeinschaft IGGÖ gleichheitsrechtliche Bedenken: „Dass dies durch eine andere Stelle – nämlich durch die Dokumentationsstelle Politischer Islam – geschieht, kann die gleichheitsrechtlichen Bedenken nicht mindern.“ Kritisch sieht er auch, dass auf der Islam-Landkarte steht, dass eine bestimmte Person der Spionage bezichtigt worden sei: „Landkarten sollten ein Hort der Tatsachen sein, bloße Vermutungen sollten auf ihnen – wenn überhaupt – nur selten Platz haben.“
Laut Cengiz Günay, Direktor des oiip, hat die Dokumentationsstelle keinen offenen Zugang: „Das Ergebnis, dass man es hier mit etwas zu tun hat, das die demokratische Grundordnung stört, steht hier schon am Anfang.“ Die Arbeitsdefinition hält er für „zu vage“, da Religion im säkularen Raum sehr bald politisch wird. Als Beispiel verweist er auf einen Gebetsabend im Nationalrat, zu dem Muslime nicht eingeladen wurden: „Ist es schon politisches Christentum, wenn im Parlament gebetet wird? Das Politische nur den Muslimen zuzuschreiben halte ich für verfehlt.“
Im Mai 2022 charakterisierte Der Standard die Dokumentationsstelle als „türkises Prestigeprojekt“, das von Anfang an einen Misstrauensvorschuss genoss. Die ÖVP tat viel dafür, dass der Anschein eines unabhängigen Projekts nicht aufkam: Auf Bestreben der ÖVP trägt die Stelle den Begriff „Politischer Islam“ im Namen und im wissenschaftlichen Beirat wurden einschlägige Wissenschaftler versammelt. Dass die Islam-Landkarte unter der Chiffre der Dokumentationsstelle präsentiert wurde, kostete weiter an Glaubwürdigkeit. Aber auch die wissenschaftliche Qualität der zeitgleich veröffentlichten Grundlagenpapiere wurde vom Islamwissenschaftler Rüdiger Lohlker und dem Politikwissenschaftler Thomas Schmidinger kritisiert.
Als schmalen Grat zwischen ernst gemeinten sicherheitpolitischem Bemühen um Eindämmung einer realistischen Gefahr und der Profilierung durch Ausgrenzung bezeichnet die Religionswissenschaftlerin Astrid Mattes (Universität Wien) die Dokumentationsstelle. Diese erfüllt eine Aufgabe, die eigentlich im Bereich des Verfassungsschutzes liegt, fokussiert sich auf eine einzelne Religionstradition und verwendet einen „schwammigen Begriff von Extremismus“. Die Besetzung der Leitungsposition erfolgte laut Mattes aus den Reihen des Österreichischen Integrationsfonds (ÖIF), in der Stellenausschreibung waren Kenntnisse im Rechnungswesen erforderlich, aber keine einschlägigen Sprachkenntnisse oder Fachwissen zum Islam. Der Aufbau der Stelle erfolgte in Konfrontation mit Religionsgemeinschaften und ohne inhaltliche Ausrichtung auf die für Radikalisierung zentrale Thematik der innermuslimischen Diskurse. Das entspricht auch der bisherigen Praxis des ÖIF mittels Auftragsforschung polarisierende Ergebnisse zu erzeugen. Von Mattes wird die Stelle deshalb als „symbolische Politik“ eingestuft, wobei die Schaffung einer solchen Stelle nicht per se abzulehnen ist. Hier wird allerdings in erster Linie auf Ansichten islamkritischer Akteure gesetzt und wissenschaftliche Arbeitsweisen mit geheimdienstlichen Aufgaben vermischt. Deshalb ist es fraglich, ob die Stelle ihre Ziele überhaupt erfüllen kann. Sollte das nicht der Fall sein, dann signalisiert sie lediglich einen „harten Kurs“, der alle Muslime im Land trifft.
2024 bezeichnete die Islamwissenschaftlerin Sabine Damir-Geilsdorf (Universität Köln) in einer Publikation für die Bundeszentrale für politische Bildung die Dokumentationsstelle wegen der Verwendung des Begriffs „Politischer Islam“ im Namen als „umstritten“. Ihr zufolge kann der Begriff in populistischen Debatten leicht zu einem Kampfbegriff werden, der als Projektionsfläche für Muslimfeindlichkeit dient.
Ebenso im Jahr 2024 kritisierten die beiden Rechtswissenschaftler Richard Potz und Brigitte Schinkele (beide Universität Wien) in ihrem Buch Grundriss Religionsrecht die Dokumentationsstelle wegen ihrer „einseitigen Ausrichtung“ als „umstritten“.
2024 warnten die beiden Politikwissenschaftler Reinhard Heinisch und Farid Hafez davor, dass die Dokumentationsstelle sich zu einer Institution entwickeln könnte, die für die Kriminalisierung des „Muslimisch-Sein“ verantwortlich ist. Ihnen zufolge begann die ÖVP ab 2017 den „Politischen Islam“ als Sicherheitsrisiko zu bezeichnen. Und durch die Dokumentationsstelle werden immer größere Kreise von Muslimen und der IGGÖ als Gefahr betrachtet.
Kritik an der Arbeitsdefinition

Die Arbeitsdefinition der Dokumentationsstelle Politischer Islam wird vom Islamwissenschaftler Reinhard Schulze, emeritierter Professor an der Universität Bern, kritisiert:
„Dabei handelt es sich um eine politische, nicht um eine wissenschaftliche Definition. Sie erlaubt offensichtlich keine Option für einen politischen Islam, der nicht rundweg abzulehnen wäre, der Menschenrechte nicht verletzen oder «schleichend» versuchen würde, die Demokratie auszuhebeln. Daher muss die Dokumentationsstelle zwischen «Politischem Islam» als «Herrschaftsideologie» und «einer politischen Partizipation bzw. einem gesellschaftlichen Engagement von Muslimen, um die Gesellschaft mitzugestalten», unterscheiden. Aus wissenschaftlicher Sicht ist eine solche politische Bestimmung unhaltbar. Sie hat daher allenfalls bei denjenigen Wissenschaftlern Konjunktur, die für staatliche Stellen und Ämter Analysen schreiben und die es der Politik ermöglichen wollen, als tatkräftiger Akteur gegen Terrorismus, religiöse Gewalt und religiösem Fundamentalismus aufzutreten. So verwundert es nicht, dass die Verantwortlichen der Dokumentationsstelle mit Vorliebe ihre eigenen Forschungen zitieren und selbst die Ergebnisse von grossangelegten fachwissenschaftlichen Studien ignorieren.“
Kritik an der Arbeitsdefinition kam ebenso vom Islamwissenschaftler Rüdiger Lohlker von der Universität Wien. An anderer Stelle bezeichnet dieser die Entstehung der Arbeitsdefinition als „absurd“, da zunächst ein „politisch instrumentalisierter Begriff“ existierte, der im Anschluss definiert werden musste. Normalerweise läuft es laut Lohlker andersherum: Wissenschaftler erkennen ein Phänomen und suchen erst dann einen Begriff.

Mit Blick auf die Arbeitsdefinition warnt der Rechtswissenschaftler Wolfgang Benedek (Universität Graz) vor einer Gesinnungsprüfung:
„Dies zeigt, wie schwierig es ist, zu bestimmen, wann rechtskonformes Verhalten im Widerspruch zum demokratischen Rechtsstaat und zu den Menschenrechten steht. Dies läuft auf eine Überprüfung der Gesinnung hinaus, was menschenrechtlich unzulässig ist.“
Der Islamwissenschaftler Muhammed Sameer Murtaza kritisierte, dass sich die von Khorchide entwickelte Arbeitsdefinition der Dokumentationsstelle ein theologisches Urteil über ein bestimmtes Islamverständnis anmaße. Und das stehe im Widerspruch zum säkularen Rechtsstaat, dessen Aufgabe es sei totalitären Allmachtsfantasien von Politikern und Theologen eine Grenze zu setzen. Und da laut Murtaza Kritik an der Dokumentationsstelle dämonisiert werde, stellt dieser die Frage, wer die Dokumentationsstelle eigentlich überwache. Weiters bemängelt Murtaza, dass die Dokumentationsstelle de facto die Grundrechte für Muslime aushöhle, der Islam gegenüber anderen Religionen benachteiligt werde, da auch Christen demokratiefeindliche Ziele verfolgen, für diese aber keine Dokumentationsstelle eingerichtet werde und eine solche Einrichtung zusätzlich zum Verfassungsschutz unnötig sei.

### Kritik von IGGÖ und MJÖ
Ümit Vural, der Präsident der Islamischen Glaubensgemeinschaft in Österreich (IGGÖ), schrieb: „Wieso befindet sich nach wie vor die ungenaue und undefinierte Bezeichnung ›politischer Islam‹ im Namen der Dokumentationsstelle, wenn diese doch sinnvollerweise jeglichen religiös motivierten politischen Extremismus betrachten sollte?“ „Die Dokustelle in ihrer jetzigen Umsetzung erweckt den Eindruck, ein Überwachungsapparat für die muslimische Bevölkerung sein zu wollen.“ Eine Zusammenarbeit mit der Dokumentationsstelle sei „unzumutbar“. Raab warf der IGGÖ daraufhin „Gesprächsverweigerung“ vor. Tarafa Baghajati, der Obmann der Initiative Muslimischer ÖsterreicherInnen (IMÖ), kritisierte, dass der Begriff „politischer Islam“ nach wie vor nicht definiert sei. Er befürchtet eine „Überwachungsstelle“ für jegliche politische Äußerung bzw. Teilhabe von Muslimen und bezeichnete Susanne Raab, Lorenzo Vidino und Mouhanad Khorchide als inkompetent. Vidino, Extremismusforscher an der US-amerikanischen George Washington University, verwies darauf, dass sich Salafisten und Muslimbrüder nicht als solche outen würden. Daher sei die „Pionierarbeit“ der Meldestelle auch so wertvoll. Khorchide, Religionswissenschaftler an der Westfälischen Wilhelms-Universität in Münster, verwies darauf, dass der politische Islam seine Zentren vielfach bereits eher in Europa als in den islamischen Ländern habe. Dazu gebe es aber noch kaum Forschungsarbeiten. Auch er betonte, dass es dabei nicht um den Islam an sich gehe, sondern um „eine gefährliche Ideologie des politischen Islam“. Am ersten Bericht der Dokumentationsstelle, der laut Standard „im Wesentlichen bei Indizien und Mutmaßungen bleibt“, war neben Mouhanad Khorchide auch Lorenzo Vidino beteiligt, der der Muslimischen Jugend Österreich (MJÖ) Verbindungen zur Muslimbruderschaft vorgeworfen hatte. Die MJÖ hatte sich andernorts gegen diese Beschuldigung mehrmals erfolgreich vor Gericht gewehrt.

### Abu Dhabi Secrets
2023 deckte das internationale Recherche-Netzwerk European Investigative Collaborations (EIC) auf, dass die Vereinigten Arabischen Emirate (VAE) Millionen Euro für Lobbying in Europa bezahlen. Unter dem Namen Abu Dhabi Secrets veröffentlichten über 13 europäische Medien, darunter Der Spiegel, Le Soir, De Standaard, RTS und Profil ihre Ergebnisse. Die VAE verfolgen angebliche Muslimbrüder in der ganzen Welt, in Europa wird diese Verfolgung unter dem Deckmantel des „Kampfes gegen den politischen Islam“ geführt. In Österreich zählt dazu die 2017 gestartete Europäische Bürgerinitiativen des ehemaligen ÖVP-Nationalratsabgeordneten Efgani Dönmez Stop Extremism. Dabei unterstanden Mitarbeiter dieses Volksbegehrens einem emiratischen Führungsoffizier, dessen Berichte an den emiratischen Innenminister und Kronprinzen gingen. In internen Unterlagen von Stop Extremism wird Heiko Heinisch, der im wissenschaftlichen Beirat der Dokumentationsstelle sitzt, als möglicher Unterstützer aufgezählt.
Außerdem setzt die Dokumentationsstelle Politischer Islam in ihrer Arbeit auf das Know-how des Europäischen Institut für Terrorismusbekämpfung und Konfliktprävention (EICTP). 2018 gegründet, wird es vom ehemaligen FPÖ-Verteidigungsminister Herbert Scheibner geleitet und unterhält zahlreiche Verbindungen und Kooperationen mit den VAE. Das EICTP erstellt in Österreich „Akteursanalysen“ zum politischen Islam, in denen Falschinformationen zu Journalisten und Nationalratsabgeordneten verbreitet werden, die verdächtigt werden den „politischen Islam“ zu unterstützen. Nach Informationen von Profil werden diese „Akteursanalysen“ an die VAE weitergeleitet. Erstellt werden diese Analysen unter anderem von Heiko Heinisch, der diese Analysen als „interne Arbeitsunterlagen“ bezeichnet.
Zu Lorenzo Vidino, der wie Heinisch im wissenschaftlichen Beirat sitzt und ebenso als Studienautor bei der Dokumentationsstelle auftritt, wurde aufgedeckt, dass dieser ab 2018 für seine Arbeit vom privaten Nachrichtendienst Alp Services unter der Führung des Detektivs Mario Brero finanziert wird. Diesem leitete Vidino Gerüchte, Ermittlungsunterlagen und Namenlisten von angeblichen Mitgliedern der Muslimbruderschaft in Österreich weiter. In persönlichen Gesprächen mit Brero teilt Vidino mit, auf wen sich die Kampagne von Alp Services konzentrieren muss. Dabei waren die Berichte, die Vidino im Auftrag von Alp Services verfasste, einseitig. In einer Recherche der Zeitschrift The New Yorker wird eine Nachricht von Vidino an Alp Services zitiert, in der er ankündigt Informationen aus Treffen mit dem deutschen Bundesamt für Verfassungsschutz an Alp Services weiterzuleiten. Bis April 2020 hat Vidino mehr als 13 000 Euro von Alp Services erhalten. Er wird deshalb von der niederländischen NCR als „nicht unabhängiger Wissenschaftler“ bezeichnet. Der Spiegel zufolge diente Vidino als Verbindungsglied zwischen Qualitätsmedien und Alp Services.
In diesem Zusammenhang kommt Profil zum Schluss, dass Österreich ein fruchtbarer Boden für die Nachrichtendienste der VAE ist und zählt die Dokumentationsstelle Politischer Islam als Beispiel für eine Unterwanderung durch die VAE. Zu Lorenzo Vidino und Heiko Heinisch wird etwa festgestellt, dass die Ermittlungen zur Operation Luxor, die auf die Arbeit von Lorenzo Vidino und Heiko Heinisch beruht, vom Oberlandesgericht Graz zerpflückt wurden. Vidino wurde The Intercept zufolge in der Operation Luxor zweimal als Zeuge einvernommen. Aus diesem Grund wird die Dokumentationsstelle kritisiert, da Heinisch und Vidino nach wie vor für diese arbeiten dürfen. Zusätzlich wurde Vidino wegen seiner Arbeit für Alp Services in den USA wegen Verschwörung zum Rufmord verklagt. Gefordert wird ein Schadenersatz in Höhe von 2,77 Milliarden US-Dollar. Diese Enthüllungen kümmern die Dokumentationsstelle Politischer Islam nicht. Während sich nach Auffliegen dieser Affäre in den USA Professoren von Vidino distanziert haben, hat sich die Dokumentationsstelle bislang nicht distanziert. In einer Stellungnahme verwies diese darauf keine Kenntnis über den Inhalt der Klage zu haben und Medienberichte für eine Beurteilung der Relevanz nicht ausreichen würden. In einer Stellungnahme gibt Vidino an nicht zu wissen, wie viel Geld er erhalten hat und die Mitarbeiter von Alp Services, mit denen er kommuniziert hat, nicht zu kennen. Nachdem die NRC ihn mit Fotos konfrontiert, die ihn mit diesen Mitarbeitern zeigen, sagte er nichts mehr. Im August 2025 berichtete Der Standard, dass Vidino auf eine Anfrage keine konkreten Antworten gab und verärgert reagierte.
Im März 2024 hat der Presserat eine Beschwerde gegen die Recherchen von Profil in allen Punkten abgewiesen. So konnte beispielsweise Heiko Heinisch nicht explizit ausschließen, dass ihr Auftraggeber, das EICTP, nicht möglicherweise von den VAE finanziert wird.

### Weitere Kritik
Im September 2022 kritisierte der Journalist Hans Rauscher vom Der Standard, dass Lorenzo Vidino noch immer im Beirat der Dokumentationsstelle Politischer Islam sitzt. In seiner Kolumne verweist er auf Entscheidungen des Oberlandesgerichts Graz zu Angaben von Vidino zur Operation Luxor und bezeichnet deshalb dessen Angaben als „völlig frei erfunden“. Beiratsmitglied Vidino verwies danach in einem Interview der Wiener Zeitung im selben Monat auf das Ausmaß der Politisierung der Debatte um die Muslimbruderschaft in Österreich, wo Informationen von manchen sofort verworfen werden. In anderen Ländern wie Frankreich sei diese Debatte weitestgehend entpolitisiert und es bestehe ein überparteilicher Konsens. Er mache in Österreich lediglich seinen Job, wie in anderen Ländern.